# Senaat (Canada)

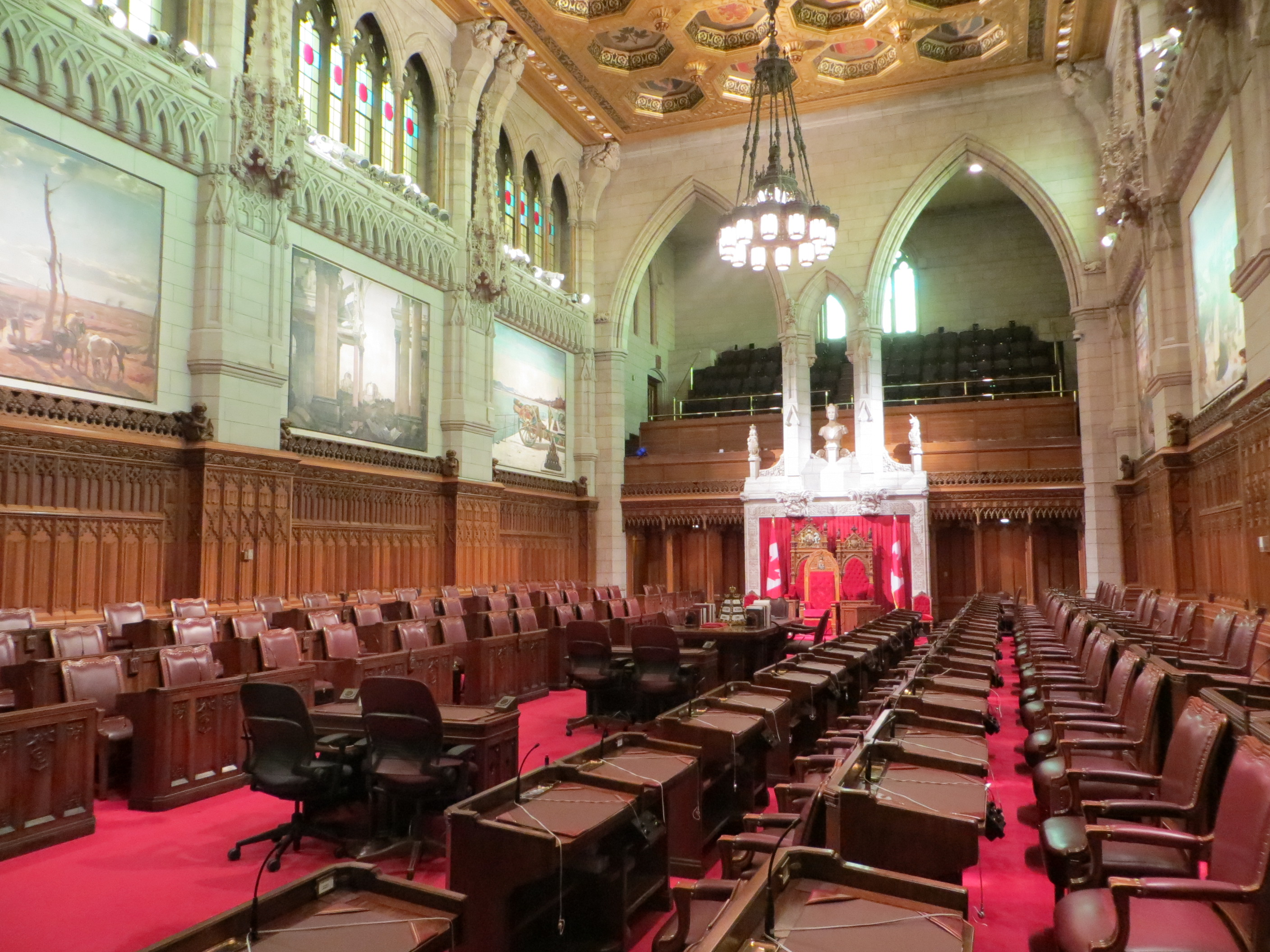
Vergaderzaal van de Canadese Senaat

De Senaat van Canada (Engels: Senate of Canada, Frans: Le Sénat du Canada) is een van de twee huizen van het Parlement van Canada, samen met het Lagerhuis. Het is gehuisvest in Ottawa in de parlementsgebouwen op Parliament Hill.
De Senaat bestaat uit 105 leden die op advies van de minister-president door de gouverneur-generaal worden benoemd. Senatoren kunnen hun zetel blijven bezetten totdat zij de leeftijd van 75 jaar bereiken. Een senator moet de Canadese nationaliteit bezitten en ouder dan 30 jaar zijn. Tevens moet een senator voor ten minste $4000 aan land en $4000 aan overige eigendommen bezitten. Hoewel senatoren benoemde functionarissen zijn worden er soms, in de provincie Alberta, verkiezingen gehouden voor senaatskandidaten. Deze gekozen senaatskandidaten worden niet automatisch daadwerkelijk benoemd. Dit was in 1993 en 2006 wel het geval toen de Conservatieve ministers-presidenten Brian Mulroney en Stephen Harper ieder één gekozen senaatskandidaat ook benoemde als senator.
De zetels worden op basis van regio's verdeeld als volgt:
- Ontario: 24 zetels
- Quebec: 24 zetels
- De Maritieme Provincies: 24 zetels
- De westelijke provincies: 24 zetels
- Newfoundland en Labrador: 6 zetels
- Yukon: 1 zetel
- Northwest Territories: 1 zetel
- Nunavut: 1 zetel

Door deze in de Canadese Grondwet verankerde zetelverdeling zijn enkele van de snelstgroeiende provincies zoals Alberta en Ontario ondervertegenwoordigd terwijl de Atlantische provincies oververtegenwoordigd zijn.

## Rol en werking van de Senaat
De Senaat in het Canadese politieke systeem functioneert als het Hogerhuis van het Parlement. Wetsvoorstellen die door het Lagerhuis (House of Commons) worden aangenomen moeten ook door de Senaat goedgekeurd worden alvorens zij door de gouverneur-generaal getekend kunnen worden en daarmee tot wet worden verheven. De Senaat keurt zelden wetsvoorstellen af die het gekozen Lagerhuis heeft aangenomen hoewel soms, vooral als de regerende partij geen meerderheid in het Hogerhuis heeft, wetsvoorstellen kunnen worden getraineerd door de Senatoren van de oppositiepartij(en). De Regering is geen verantwoording schuldig aan de Senaat maar kabinetsleden kunnen wel een zetel in de Senaat in plaats van het Lagerhuis bezetten. Wetsvoorstellen kunnen ook in sommige gevallen in de Senaat worden geïntroduceerd maar zg. money bills, zoals budgetten, moeten in het Lagerhuis worden geïntroduceerd.
De Senaat wordt voorgezeten door een Speaker of the Senate. Deze voorzitter regelt de ordelijke gang van zaken in het Hogerhuis en bepaalt de sprekers volgorde. Daarnaast is de leider van de regerende partij (Leader of the Government in the Senate), een kabinetslid die goeddeels de agenda bepaalt en wetsvoorstellen door de Senaat loodst. De grootste oppositiepartij heeft eveneens een functionaris in de Senaat die voor de oppositie de gang van zaken bepaalt. Hiernaast zijn er diverse clerks die de voorzitter en de leden over procedurele zaken adviseren en de zg. Usher of the Black Rod, een voornamelijk ceremoniële functionaris die de orde en veiligheid in de vergaderzaal waarborgt. Het is ook deze Black Rod die tijdens de opening van het parlementaire jaar vanuit de Senaat in naam van de Kroon de leden van het Lagerhuis sommeert om de troonrede aan te horen.
Tijdens vergaderingen, die openbaar zijn en van maandag t/m vrijdag plaatsvinden, moeten ten minste vijftien senatoren aanwezig zijn om ook daadwerkelijk te kunnen debatteren. De voorzitter bepaalt de sprekersvolgorde en senatoren mogen in de regel vijftien minuten spreken per onderwerp. Tijdens debatten adresseren senatoren de senaat als geheel en niet een individueel lid. Aan het einde van het debat worden er stemmingen over moties en wetsvoorstellen gehouden. Indien een stemming gelijk eindigt wordt de motie afgewezen.

## Senaatshervormingen
De status van de Senaat in Canada, vooral het feit dat leden benoemd in plaats van verkozen zijn en meestal politieke vrienden van de regerende minister-president zijn, is vaak onderwerp van discussie. Ook de ongelijke verdeling van de zetels over de verschillende regio's van het land leidt tot wrijving. Zo heeft Nova Scotia met minder dan één miljoen inwoners 10 senatoren terwijl Alberta en Brits-Columbia met 3 à 4 miljoen inwoners er ieder slechts 6 hebben.
De Nieuwe Democratische Partij van Canada en het Bloc Québécois zijn beide voorstander van afschaffing van de Senaat als onderdeel van het parlement. De Conservatieve Partij is voorstander van verkozen senatoren terwijl er in de Liberale Partij verschillen van meningen hierover bestaan. Onder de westelijke provincies is de roep om van de Senaat een verkozen orgaan te maken het grootst. De in 2006 verkozen regering onder leiding van minister-president Harper heeft hervorming van de Senaat een van haar beleidsvoornemens gemaakt. Naast de verkiezing van senatoren heeft Harper ook voorstellen gedaan om de termijn die een senator kan dienen tot 8 jaar te limiteren.